# 小渕暁子
小渕 暁子（おぶち あきこ、1968年〈昭和43年〉2月3日 - ）は、日本のイラストレーター・グラフィックデザイナー・ファッションデザイナー・エッセイスト。aube design代表。

## 来歴・人物
東京都北区出身。衆議院議員で、後に内閣総理大臣になった小渕恵三と、エッセイストなどとして活躍する小渕千鶴子の間の長女として産まれた。
玉川大学文学部芸術学科卒業。グリーティングカードメーカー企画室を経て、1994年（平成6年）に独立しaube designを設立。ステーショナリグッズ・オリジナルネクタイ・イラスト・パッケージデザインなどを手広く手がける。温かみのある作風で人気が高い。シチズン時計から女性用眼鏡フレーム「VISAGE（ビサージュ）」シリーズ11モデルを2005年（平成17年）に発売し、メガネ部門で2005年（平成17年度）グッドデザイン賞に選定された。また松下電工の宅内用監視カメラ「ペポットカメラ」のデザインも手がけた。
暁子は小渕恵三の長子であるが、政治家にはならなかった。2000年（平成12年）5月に父の恵三が死去すると、5歳年下の妹で既に父の事務所に所属していた小渕優子が後継者となり、同年6月の第42回衆議院議員総選挙で群馬5区から当選した。その後、暁子は父への追憶を記した著書を出版した（下記）。暁子と優子の間には一般人の弟も一人（小渕剛）いる。
2010年（平成22年）の上海万博において日本産業館のアテンダントユニフォーム、事務局スタッフユニフォーム、トイレ博士、マスコットキャラクター昆昆（クンクン）のデザインを担当した。

## 出演したテレビ番組
- 「～有名人の子供の今 調査バラエティ～あの親にしてどんな子あり!？」（フジテレビ、2018年12月31日）

## 主な著書
- 『父のぬくもり』（扶桑社、2001年）
- 『父が読めなかった手紙』（扶桑社、2001年）
- 『家族の庭』（自費出版、2012年）